# Kannu (Kastre)
Kannu is een plaats in de Estlandse gemeente Kastre, provincie Tartumaa. De plaats heeft de status van dorp (Estisch: küla) en telt 49 inwoners (2021).
Het dorp behoorde tot in oktober 2017 tot de gemeente Võnnu. In die maand ging Võnnu op in de nieuwe fusiegemeente Kastre. Kannu ligt ten noorden van Võnnu, de vroegere hoofdplaats van de gemeente.

## Geschiedenis
In 1880 werd het dorp Mäksa-Agali op het landgoed Mäxhof (Mäksa) afgebroken. Tegelijk werd ten zuiden van dat dorp een nieuw dorp gebouwd. Dat werd Kannu. In 1977 werd het buurdorp Sootaga bij Kannu gevoegd.